# Once (canción de Liam Gallagher)
«Once» es una canción del cantante y compositor inglés Liam Gallagher. Fue lanzada como tercer sencillo de su segundo álbum como solista, Why Me? Why Not. Fue publicada el 26 de julio de 2019.
«Once» es una balada melancólica, adornada con arreglos de cuerda en la que Gallagher recuerda, con nostalgia, los buenos momentos del pasado. Para el músico inglés esta es una de las mejores canciones de las que ha formado parte, así lo confesó a través de sus redes sociales.